# Wafat Mari
Pour les articles homonymes, voir Mari.
Wafat Mari, née le 26 septembre 1994 à Neuilly-sur-Marne, est une footballeuse comorienne jouant au poste de défenseur.

## Carrière

### Carrière en club
Wafat Mari joue au Tremblay FC, jouant 36 matchs de deuxième division entre 2014 et 2016. Elle dispute ensuite huit matchs de deuxième division en faveur du RC Saint-Denis lors de la saison 2018-2019.

### Carrière en sélection
Elle est sélectionnée en équipe des Comores pour disputer le Championnat féminin du COSAFA 2019 ; elle inscrit le premier but comorien de l'histoire de la compétition en phase de groupes, lors de la défaite 5-1 contre le Madagascar, le 2 août 2019. 